# Boeing Model 360
El Boeing Model 360 fue un helicóptero estadounidense experimental de carga de rotores en tándem de tamaño medio desarrollado privadamente por Boeing para demostrar tecnologías avanzadas en helicópteros. La aeronave se ideó como un demostrador de tecnología, sin planes de poner el modelo en producción, y muchas de sus características de diseño se llevaron a otros programas que incluían el RAH-66 Comanche y el V-22 Osprey. El único prototipo está actualmente en el  American Helicopter Museum en West Chester (Pensilvania).

## Diseño y desarrollo
Boeing Vertol desarrolló su Model 360 en los años 80 como un demostrador de tecnología con fondos de la compañía. Era un diseño nuevo y hacía un uso significativo de materiales compuestos.
El Boeing Model 360 difería de sus helicópteros hermanos CH-46 y CH-47 de rotores en tándem en la incorporación de extensas cantidades de materiales compuestos en los componentes estructurales y dinámicos, a saber en avanzadas cabezas de rotor compuestas de fibra de vidrio y compuestos de grafito, junto con larguerillos y estructura del fuselaje de grafito. El exterior de la célula integraba un núcleo de Nomex recubierto por una malla tejida de Kevlar con bordes reforzados de grafito. Los dos rotores en tándem contrarrotatorios de cuatro palas son propulsados individualmente por motores turboeje Avco Lycoming AL5512 montados a ambos lados del fuselaje trasero. En otra desviación respecto a sus hermanos militares, el Model 360 no tiene extensiones externas conteniendo el tren de aterrizaje o combustible; en su lugar, el tren de aterrizaje triciclo se retrae en el fuselaje principal. El combustible se contenía en tres células a prueba de impactos instaladas debajo del piso de la cabina.
El Model 360 presentaba una cabina de cristal con seis pantallas multifunción (MFD).

## Especificaciones
Referencia datos: Jane's All The World's Aircraft 1988–89

### Características generales
- Tripulación: Dos (pilotos)
- Longitud: 15,5 m (51 ft)
- Altura: 5,9 m (19,4 ft)
- Peso máximo al despegue: 13 835 kg (30 492,3 lb)
- Planta motriz: 2× turboeje Lycoming AL5512.
  - Potencia: 3132 kW (4318 HP; 4259 CV) cada uno.

### Rendimiento
- Velocidad nunca excedida (Vne): 370 km/h (230 MPH; 200 kt)
- Velocidad crucero (Vc): 334 km/h (208 MPH; 180 kt)

## Aeronaves relacionadas

### Desarrollos relacionados
- Boeing Vertol CH-46 Sea Knight
- Boeing CH-47 Chinook